# Georg Zoëga
Georg (Jørgen) Zoëga (født 20. december 1755 i Daler i Sønderjylland, død 10. februar 1809 i Rom) var arkæolog og numismatiker, hans far, præsten Vilhad Christian Zoëga, forflyttedes kort efter hans fødsel til nabosognet Møgeltønder ved det grevelige slot Schackenborg. Moderen var Henriette Clausen, datter af overinspektøren på Schackenborg, kancelliråd Otto Frederik C. Zoega var den ældste af flere søskende og blev med omhu undervist i hjemmet; 1772 kom han i gymnasiet i Altona og derfra 1773 til universitetet i Göttingen.

## Studier, rejser og ankomst til Rom
Han studerede først filosofi, men efterhånden blev de klassiske studier under Christian Gottlob Heyne de alt overvejende. Efter tre års ophold i Göttingen gik Zoëga til universitetet i Leipzig, men forinden gjorde han en rejse over Zürich og Wien til Italien (juni-august 1776), hvorfra hans familie oprindelig stammede. Han gjorde ophold i Venedig og navnlig i Rom. Efter at have sluttet sine studier i Leipzig kom han i maj 1777 hjem. I 1779 fik han det hverv at ledsage den unge kammerjunker A.C. von Heinen på en udenlandsrejse. De opholdt sig først i Göttingen (juli 1779- marts 1780), hvor Zoega hos Heyne hørte arkæologiske forelæsninger, derpå i Wien, Venedig, Rom og Neapel. På hjemvejen var de atter i Rom et par måneder, men fra Turin måtte de på grund af dødsfald i von Heinens familie rejse lige hjem. Navnlig i Rom studerede Zoega med overordentlig flid monumenterne og samlede desuden arkæologiske oplysninger for Heyne. I Göttingen fik Zoega på hjemrejsen anbefalinger med fra Heyne, og efter sin ankomst til København (juli 1781) henvendte han sig til Ove Høegh-Guldberg, som tog sig virksomt af ham. Det blev bestemt, at Zoëga skulle gøre en studierejse i to år på kongelig bekostning for ved sin hjemkomst at blive ansat ved det nyindrettede kongelige møntkabinet. I maj 1782 tiltrådte han i sit 27. år denne rejse, fra hvilken hans skæbne aldrig førte ham hjem igen, fem måneder studerede han i møntkabinettet i Wien under den berømte numismatiker Joseph Hilarius Eckhel; i december rejste han til Italien og kom 30. januar 1783 til Rom. Han var anbefalet til Stefano Borgia, den senere kardinal, som ejede store samlinger, især på sit gods i Velletri. Efter hans opfordring udarbejdede Zoëga på grundlag af hans samling en beskrivelse af de romerske kejsermønter fra Egypten. Denne bog udkom dog først 1787 i Rom under titlen Numi Aegyptii imperatorii og var et modent og udmærket arbejde med en mængde selvstændige undersøgelser og gode afbildninger. Efter bestemmelsen skulle Zoega på hjemrejsen besøge Frankrig og England; han nåede også i maj 1784 til Paris og studerede i det derværende møntkabinet; men efterretningen om Guldbergs fald nedslog ham aldeles, og i stedet for at afslutte rejsen efter planen vendte han straks tilbage til Rom, som derefter blev hans hjem. Her havde han allerede 7. august 1783 hemmelig ægtet den skønne Maria Pietruccioli, datter af en maler i Rom, og han var forinden gået over til den katolske tro. Dette blev nu meldt til København, just medens Zoëgas venner arbejdede ivrig for at sikre ham en stilling hjemme, og kun ved særlig velvilje så man fra regeringens side bort fra disse skridt af Zoëga og tilbød ham gunstige vilkår i København og hjælp til rejsen. Men han havde allerede i Rom bundet sig, i det han havde modtaget et tilsagn fra Pave Pius 6. om en årlig understøttelse og en senere fordelagtig ansættelse.

## Videnskabeligt arbejde i Rom
Arbejdet på kejsermønterne fra Egypten havde bragt Zoëga dybt ind i studiet af de egyptiske oldsager (jvfr. ndfr.), men det, som oprindelig havde ført Zoëga til Italien, var dog den klassiske arkæologi, som han også hele tiden havde dyrket ved siden af de egyptiske studier. Rom var den gang stedet, hvor den græske og romerske oldtidskunst bedst kunne studeres, og Zoëga erhvervede sig med sin utrolige flid i årenes løb kundskab til så godt som alt, hvad der fandtes i Rom og omegn af oldtidens monumenter og kunstværker. Og han var tidlig klar over den opgave for videnskabsmanden, der lå for, nemlig kritisk at ordne alle de enkelte monumenter, afbilde dem og ledsage dem med en oplysende kommentar og derved skabe et grundlag for den videnskabelige benyttelse af disse oldtidsværker til forklaring af fortidens liv og kunst. Som forarbejde hertil gjorde han uddrag af hele den græske og romerske litteratur af alt, hvad der havde betydning for forståelsen og forklaringen af monumenterne og kunstfremstillingerne, så at han uhindret kunne gå til den systematiske beskrivelse af alle oldtidsværker, som han havde lejlighed til at få at se. Blandt disse mindesmærker havde han en særlig forkærlighed for reliefferne, i hvilke ikke blot kunsten, men tillige det mangfoldige indhold tiltrak ham. Men først i de to sidste år af Zoëgas liv tilbød der sig lejlighed til at få et sådant værk frem; det udgaves hæftevis, og der udkom i alt 115 tavler, som dog kun vare en mindre del af det planlagte værk; de indeholdt relieffer fra Palazzo og Villa Albani (Li bassirilievi antichi di Roma, to Bind i 4to, Rom 1808). Zoëgas italienske tekst er ikke blot beskrivelser, men behandler lejlighedsvis enkelte guders eller heroers myter under ét. Han vågede med strenghed over, at afbildningerne blev tro og nøjagtige. Af hans mindre afhandlinger til klassisk arkæologi (oversatte på tysk af Friedrich Gottlieb Welcker i Georg Zoëgas Abhandlungen, Göttingen 1817) var flere bestemte til oplæsning i det romerske institut, nogle var også i dansk oversættelse optaget i Videnskabernes Selskabs skrifter 1800 og de følgende år.

## Gradvist bedre ansættelsesvilkår
De forhold, hvorunder Zoëga i Rom efterhånden fuldendte sine store videnskabelige arbejder, var tit vanskelige. Ganske vist havde straks hans bekendtskab med Borgia skaffet ham en udmærket støtte, og han fandt venner blandt danske, der studerede i Rom, for eksempel Friedrich Münter, dennes søster Frederikke Brun, N.I. Schow og Christian Ramus. Men at opnå en fast eller god stilling lykkedes ham kun sent og delvis. Han fik en lønning af Paven, understøttelser fra den danske kronprins og arveprinsen og et honorar fra Kunstakademiet for at sende månedlige meddelelser til dette om kunstens tilstand i Italien. I 1798 ansattes Zoëga som kongelig dansk agent (konsul) i Rom med løn. Senere blev han efter sit ønske 1802 udnævnt til professor i arkæologi ved universitetet i Kiel, men han kunne ikke for sit helbreds og sin families skyld komme bort fra Rom, og i 1804 blev det da bestemt, at Zoëga skulle blive i Rom med professorløn. Det motiveres ved hensynet til hans videnskabelige arbejder og den nytte, hans kundskaber og vejledning kunde bringe danske rejsende videnskabsmænd og kunstnere. Denne sidste virksomhed optog meget af Zoegas tid, og han udarbejdede med den for øje en romersk topografi, som han ikke nåede at udgive (en del deraf er trykt i Georg Zoëgas Abhandlungen). Blandt de danske kunstnere i Rom var Bertel Thorvaldsen den, der skyldte Zoëga mest, dels ved den kundskab om antikken, Zoëga meddelte ham, dels ved dennes kloge kritik af hans arbejder. Et svageligt helbred havde Zoëga stadig at kæmpe med, og i sit hjem havde han megen sorg og anden ulempe og ærgrelse; af de elleve børn, hans hustru havde født ham, overlevede kun tre deres forældre; børnenes pleje lagde ofte beslag på Zoëgas kræfter, moren blev efterhånden også meget svag (død 6. januar 1807). Hans egen sidste sygdom var kun kortvarig, 10. februar 1809 døde han i Rom og blev begravet i kirken Sant'Andrea delle Fratte.